# Paola Antonia Negri
Paola Antonia Negri, al secolo Virginia Negri (Castellanza, 1508 – Milano, 4 aprile 1555), è stata una religiosa italiana.
Appartenente alla congregazione delle suore angeliche, della quale fu cofondatrice, vi ebbe un ruolo dominante finché l'Inquisizione romana la estromise dalla comunità, condannandola alla clausura.

## Biografia

### Tra mistici e profetesse
Virginia nacque a Castellanza dal maestro di scuola Lazzaro Negri e da Elisabetta Doria, che allevò altri tre figli secondo un'educazione strettamente religiosa: la figlia maggiore Porzia sposò un certo Cristoforo Galli e, rimasta vedova, si fece suora entrando nel convento milanese delle «Dimesse del Crocifisso», delle quali divenne priora; Camillo fu ordinato sacerdote nel 1534 e morì dieci anni dopo; la minore Angela entrerà a far parte, come Virginia, delle suore angeliche e morirà in convento nel 1550.
Come d'abitudine per una ragazza, Virginia non ricevette una particolare istruzione: imparò soltanto a leggere e a scrivere. Nel 1520, per motivi di lavoro, il padre si trasferì con la famiglia a Milano, andando ad abitare nelle vicinanze del convento delle agostiniane di Santa Marta, dove aveva sede l'oratorio dell'«Eterna Sapienza», luogo di pratiche di devozione frequentato anche da personaggi di primo piano della vita civile milanese. Vi furono ospiti donne rimaste nella storia religiosa per la loro vita consacrata alla contemplazione e al misticismo, quali Tadea da Ferrara, Liberata da Giussano, Veronica Negroni, Colomba de Suardi, Benedetta da Vimercate o la stessa Arcangela Panigarola, allora badessa del convento.
La Panigarola, «vergine purissima», dotata dello «spirito della prophetia», per voce comune avrebbe avuto familiarità con i santi, con gli angeli e con la Vergine, con i quali colloquiava «rapta in spirito», soffrendo tutti i venerdì i dolori della crocefissione. Da questa esperienza che appariva straordinaria nacquero le Rivelazioni, una raccolta dei suoi messaggi profetici messi per iscritto dal vescovo di Grenoble Giovanni Antonio Bellotti su invito, nel 1514, di papa Leone X, del quale la Panigarola avrebbe previsto l'elezione.
Il suo profetismo s'inseriva nelle attese diffuse di un rinnovamento nella vita della Chiesa, già oggetto dei sermoni di Girolamo Savonarola, tanto più rafforzate nel clima politico creato dalle guerre che affliggevano dalla fine del secolo precedente la penisola e ora sconvolgevano Milano e tutta la valle del Po. Non a caso episodi di esperienze profetiche, ascetiche, estatiche e visionarie si registravano in quegli anni a Ferrara, a Bologna, a Brescia, a Mantova, a Ravenna, a Venezia, da parte di figure femminili capaci di raccogliere intorno a sé comunità di devoti, cui trasmettevano rivelazioni di imminenti calamità che avrebbero colpito l'Italia, ma prefigurando anche il sospirato rinnovamento della Chiesa.
Non diversamente suor Arcangela annunciava flagelli che avrebbero colpito soprattutto Roma, «piena di scelerati peccati e vitii», i prelati «infiati de superbia, inimici de Dio» che fanno «scelesta vita et provocano Dio ad iracundia». Ma sarebbe presto venuto un papa «angelico», come il beato Amedeo Mendez da Silva aveva già profetizzato quarant'anni prima in quell'Apocalypsis nova che tanto successo stava ora avendo nei circoli spirituali italiani.

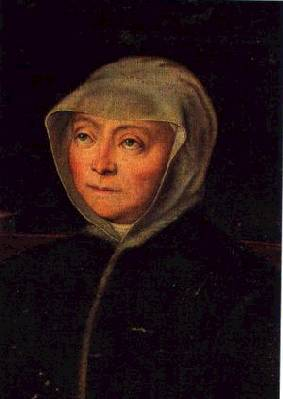
La contessa Ludovica Torelli

Anche la famiglia Negri non mancò di frequentare l'oratorio, e il Bellotti, intorno al 1522, divenne il confessore di Virginia incoraggiandola a dedicarsi a una vita di «perfezione». Convento e oratorio erano sotto la protezione francese – nella chiesa era stato sepolto Gaston de Foix, il comandante delle truppe francesi caduto nella battaglia di Ravenna del 1512 – ma quando nel 1524 essi perdettero definitivamente il controllo del Ducato di Milano a vantaggio dell'Impero, anche il Bellotti fu allontanato dalla città. L'anno dopo morì la priora Arcangela Panigarola, la congregazione dell'Eterna Sapienza venne sciolta e Virginia cadde in un periodo di depressione, dalla quale cercò di sollevarsi con un'assidua attività di assistenza materiale e spirituale presso i malati e i bisognosi.
Nel 1528 conobbe il domenicano Battista da Crema (1460-1534), figura di notevole carisma spirituale, autore nel 1525 della Via de aperta verità, uno scritto che indicava ai devoti la strada di un'austera disciplina morale per recuperare l'autentica fede cristiana attraverso il rifiuto delle vanità del mondo e dei vani riti della religiosità esteriore. La fuga dalle tentazioni e dal peccato si ottiene con l'imitazione della vita di Cristo, con la meditazione della passione, con una pietà operosa e rigorose pratiche ascetiche, fino a raggiungere la quiete interiore e, riservata a pochi «perfetti», alla fase mistica, nella quale l'anima vive unicamente dell'amore di Dio.
Due anni dopo, per mezzo di fra Battista, Virginia conosceva Antonio Maria Zaccaria e la contessa di Guastalla Ludovica Torelli: il primo sarà il fondatore dei Chierici Regolari di San Paolo Decollato - che assumeranno pochi anni dopo il nome di barnabiti - e diventerà il confessore e il collaboratore di Virginia, mentre la seconda finanzierà la costruzione di tre collegi destinati a ospitare i barnabiti, la congregazione delle Angeliche di San Paolo Converso e quella dei laici Maritati di San Paolo Santo. Virginia andò ad abitare con la sorella Angela in casa della contessa, presso la basilica di Sant'Ambrogio, dove si andava raccogliendo una piccola comunità di una dozzina di giovani devote.

### Le Angeliche

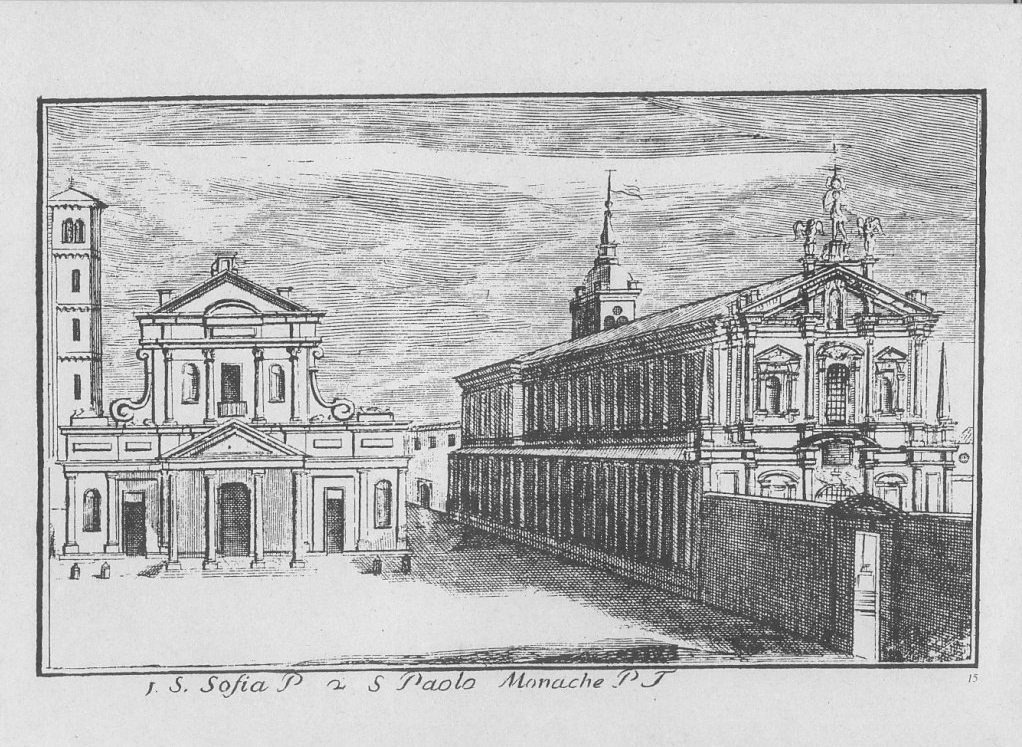
Stampa settecentesca: a destra la chiesa di San Paolo Converso e sul fondo il convento della Angeliche, non più esistente

Quando, dopo una prima richiesta formulata nel 1533 a papa Clemente VII, il 15 gennaio del 1535 il nuovo papa Paolo III emise la bolla di approvazione del nuovo «collegio di vergini religiose», la stessa Torelli con la Negri e le altre consorelle si stabilirono nel monastero di San Paolo, appena terminato di costruire a fianco della chiesa di Sant'Eufemia.
Il 27 febbraio 1536, con altre cinque, Virginia prese il velo, assumendo il nome di Paola Antonia, in omaggio ai due santi, del primo apprezzando la dottrina e del secondo la virtù. Il 25 gennaio 1537 fu professa e il 4 marzo successivo fu scelta a maestra delle novizie: il titolo di «madre maestra» - enfatizzata anche in «divina madre» - la contraddistinguerà per tutta la vita. Anche la contessa Torelli avrebbe preso il velo, seppur segretamente e senza divenire professa, dalle mani della stessa Negri.
Le angeliche - il nome ufficiale di angeliche di San Paolo fu assunto dalla congregazione il 4 ottobre 1536 - non facevano vita di clausura: le si poteva vedere per le strade di Milano vestite modestamente con un velo sul viso, una fune al collo e il crocifisso nelle mani, andare a prestare assistenza negli ospedali e negli ospizi.
La Negri si sottoponeva a severe penitenze: «non dormiva quasi mai, facendo il tutto più segretamente che poteva, perché andava nel letto, e poiché tutte erano addormentate, si levava pian piano, e stava le notti intiere nelle orazioni, overo che si corcava con qualche cosa sinistra, come pietre, legni, e simili inciampi, acciò stesse svegliata, e queste cose osservò per lungo tempo, fin che fece l'habito di non esser soggetta a sonno se non parcissino. Dall'altro canto con secreti cilicij, e penitenzie macchiava incessabilmente la carne non concedendole sorte alcuna di contento».
Se fra Battista da Crema era deceduto prima ancora della formale costituzione della congregazione, suoi ne erano i principi costitutivi e stretto si manteneva il legame tra i due ordini delle angeliche e dei barnabiti, uniti dalla comune pratica devozionale, ascetica e caritativa, sotto la guida spirituale e l'insegnamento dello Zaccaria e l'appoggio materiale della Torelli. In virtù di tale stretta relazione e dell'alta considerazione che lo Zaccaria le manifestò sempre, Paola Antonia divenne la maestra degli stessi chierici di San Paolo, e ad angeliche e barnabiti comunicò l'essenza del metodo di insegnamento di fra Battista, e cioè che la parola di Dio andava trasmessa per gradi, attraverso un processo necessariamente lento di illuminazione spirituale, e necessariamente diversificato da soggetto a soggetto: «questa luce dà nel suo dire alcune cose generalmente et alcune separatamente ai suoi discepoli, et a quelli stessi alcune tacendone fino a tempo che ne fossero capaci [...] con discrezione bisogna procedere, perché molte cose son lecite e non sono espedienti, molte cose sono buone e non sono buone a tutti né in ogni tempo».

### La missione nel Veneto

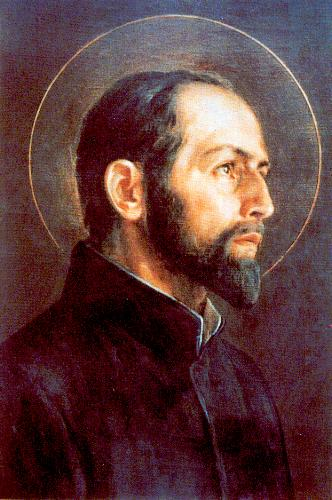
Antonio Maria Zaccaria

Le severe regole delle due congregazioni attirarono l'attenzione del cardinale Niccolò Ridolfi, vescovo di Vicenza, che richiese appositamente l'intervento di alcuni barnabiti e angeliche perché provvedessero alla riforma dei locali conventi delle Convertite e delle Silvestrine: così, il 2 luglio 1537, la Negri, la Torelli, lo Zaccaria e altre due angeliche partirono per Vicenza.
Qui la Negri avrebbe operato alcune conversioni e venne in contatto con un celebre predicatore, il canonico regolare lateranense Serafino da Fermo, che le indirizzò il suo Trattato brevissimo della conversione, attribuendole grandi meriti nell'opera di riforma disciplinare attuato durante la sua missione a Vicenza e ringraziandola per avergli fatto conoscere l'opera di Battista da Crema, dal quale sarà grandemente influenzato, come mostra il suo Trattato della mental oratione, e che egli difese in una Apologia.
Serafino e Paola Antonia si trovarono a Cremona nel luglio del 1539 ad assistere Antonio Zaccaria nei suoi ultimi momenti di vita: la scomparsa dello Zaccaria rafforzò ulteriormente l'ascendente della «madre maestra», fino a renderla autorità indiscussa e punto di riferimento delle due congregazioni.
Facendo continuamente la spola tra la casa madre di Milano e quelle che sorgevano via via in Lombardia e nel Veneto, in un attivismo interrotto soltanto dalle frequenti malattie cui andava soggetta, la Negri proseguì la sua opera a Verona nel 1542, chiamata dal vescovo Gian Matteo Giberti che affidò alle angeliche e ai barnabiti la cura dell'ospedale della Misericordia e dell'orfanotrofio della Pietà: in questa città conobbe il generale cappuccino Bernardino Ochino, al quale avrebbe preannunciato la prossima apostasia. Nel 1544 fu a Cassina di Baggio, a Treviglio, a Peschiera, a Padova e a Venezia, dove le due congregazioni assunsero la direzione dell'ospedale dei Santi Giovanni e Paolo, poi a Ferrara nel 1547 e ancora a Cremona nel 1548, ottenendo ovunque attenzione e adesioni crescenti, a testimonianza della sentita richiesta di un messaggio religioso che fosse realmente innovativo e del carisma personale di suor Paola Antonia.